# 王丽萍 (足球运动员)
王丽萍（1973年11月12日—），中国女子足球运动员。她在1996年夏季奥林匹克运动中，参加了女子足球并获得银牌。在比赛期间，她一共上场五次。